# Iouriatino
Iouriatino (en russe : Юрятино) est un village situé dans l'oblast de Moscou, dans l'ouest de la Russie. Il est traversé par la rivière Desna. Il comptait 450 habitants en 1926 et 85 habitants en 2010.